# Gustave Deswazières
Gustave Joseph Deswazières M.E.P., né le 14 octobre 1882 à Tourcoing et mort le 22 février 1959 à Tourcoing, est un missionnaire catholique français qui fut vicaire apostolique et évêque en Chine.

## Biographie
Né dans une famille ouvrière, Gustave Deswazières entre en 1900 aux Missions étrangères de Paris où il est ordonné prêtre le 23 septembre 1905. Il part le 22 novembre suivant pour la Chine car il est destiné à la mission du Kwangtung, dans le sud de l'Empire du Milieu. Après l'apprentissage de la langue à Canton, il est envoyé en 1908 au poste de Koongtsong. Cette période voit la chute de l'Empire dans un pays ravagé par les épidémies, les inondations, les disettes, la misère, la xénophobie et livré à des factions guerrières. 

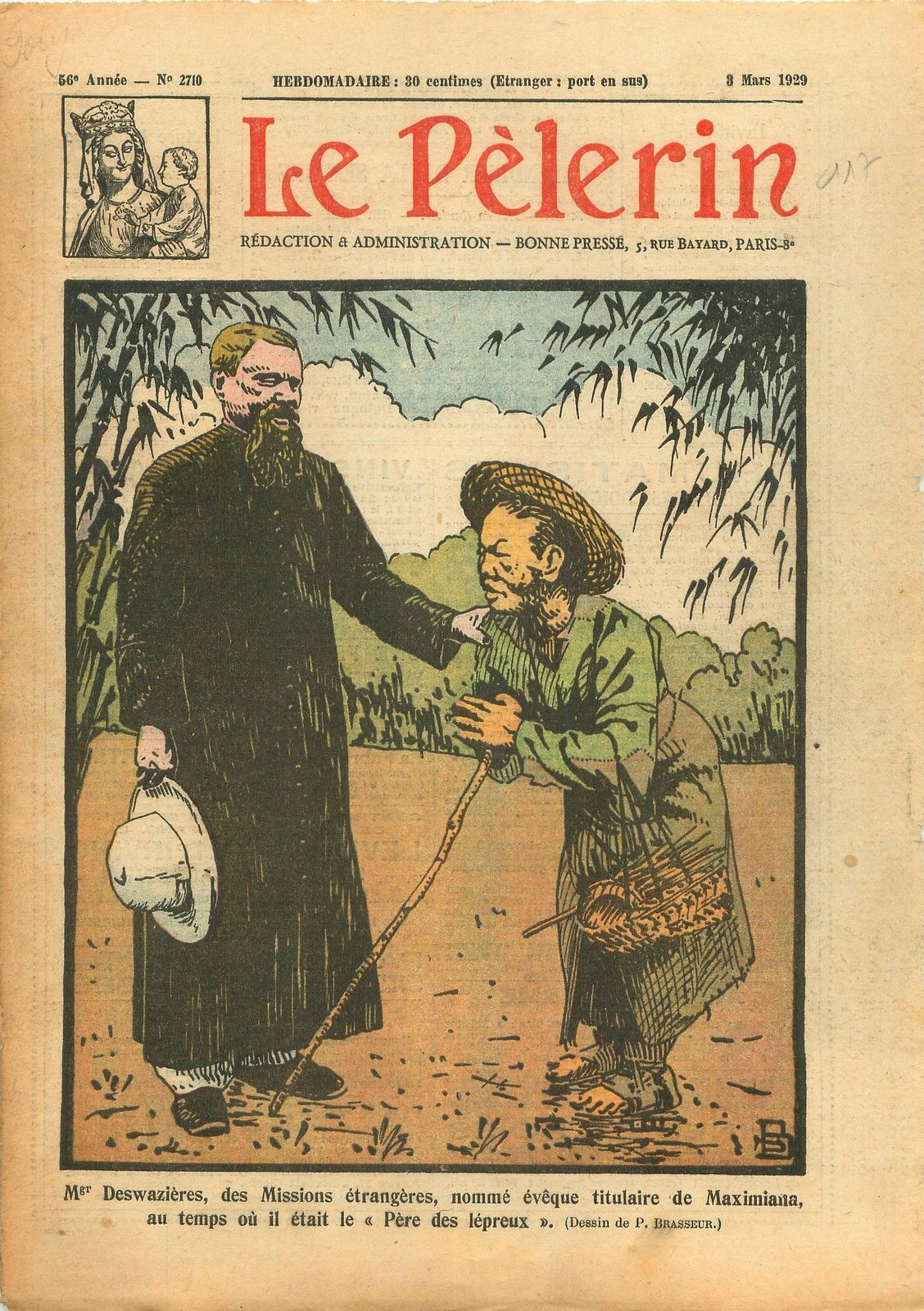
Mgr Deswazières avec un lépreux de Sheklung.

En 1913, il est nommé à Sheklung où il s'occupe d'une léproserie fondée en mai 1908 par le père Lambert Louis Conrardy M.E.P., ami du père Damien. Elle est reconnue cette même année par le gouvernement de Canton qui octroie quelques subsides, mais tout est remis en cause avec le début de la guerre civile en 1922 et la léproserie avec ses six cents malades doit compter sans aides du gouvernement. Il est aidé par un prêtre chinois, le père André Tchao (1859-1925), et des sœurs canadiennes de l'Immaculée-Conception d'Outremont. 
Il est nommé vicaire apostolique de Pakhoi (à l'ouest de la province), le 15 février 1928, avec le titre d'évêque in partibus de Maximiana (de), mais il tombe rapidement malade et doit donner sa démission en novembre 1928 et rentre en France. Il est toutefois sacré à l'église Saint-Joseph de Tourcoingpar le supérieur général, Mgr de Guébriant, le 29 janvier 1929, et part en mars 1929 pour la mission française de Hong Kong dont il devient le supérieur. À la demande du nouveau supérieur général, le père Robert, il effectue en 1936 une visite canonique des missions de Chine des Missions étrangères de Paris. Il se rend jusqu'à Nanning et Kweiyang. Il repart en mars 1937 en remontant le fleuve Bleu, visite entre autres Chungking, le Szechwan, Shanghai, Pakhoi. L'époque est marquée par l'invasion japonaise. Le 30 novembre 1937, il est le coconsécrateur à Hong Kong de Mgr Paschang M.M., vicaire apostolique de Kong Moon, sacré évêque des mains du serviteur de Dieu Francis Xavier Ford.
Le 27 février 1940, il est de nouveau nommé à Pakhoi. Une grande partie de la Chine est envahie par le Japon depuis 1937, l'armée japonaise descend vers le sud et envahit le Tonkin en septembre 1940. Hong Kong est envahie en 1942. Sa mission connaît une période de guerre et de pillages. Elle est bombardée en 1943 et il est blessé. La région est reprise par les Japonais au début de 1945. Ensuite l'armée nationaliste de Tchang Kaï-chek tente de repousser l'avancée inexorable des communistes de Mao Tsé-Toung.
En avril 1946, le vicariat est élevé au statut de diocèse.
En 1947, il est nommé administrateur apostolique de l'archidiocèse de Canton après le départ de Mgr Fourquet. La victoire des communistes en 1949 provoque son départ en 1950, tandis que toutes les missions chinoises s'écroulent. Il s'installe dans sa ville natale où il meurt en 1959.

## Hommages
- Chevalier de la Légion d'honneur (1952)[réf. souhaitée]

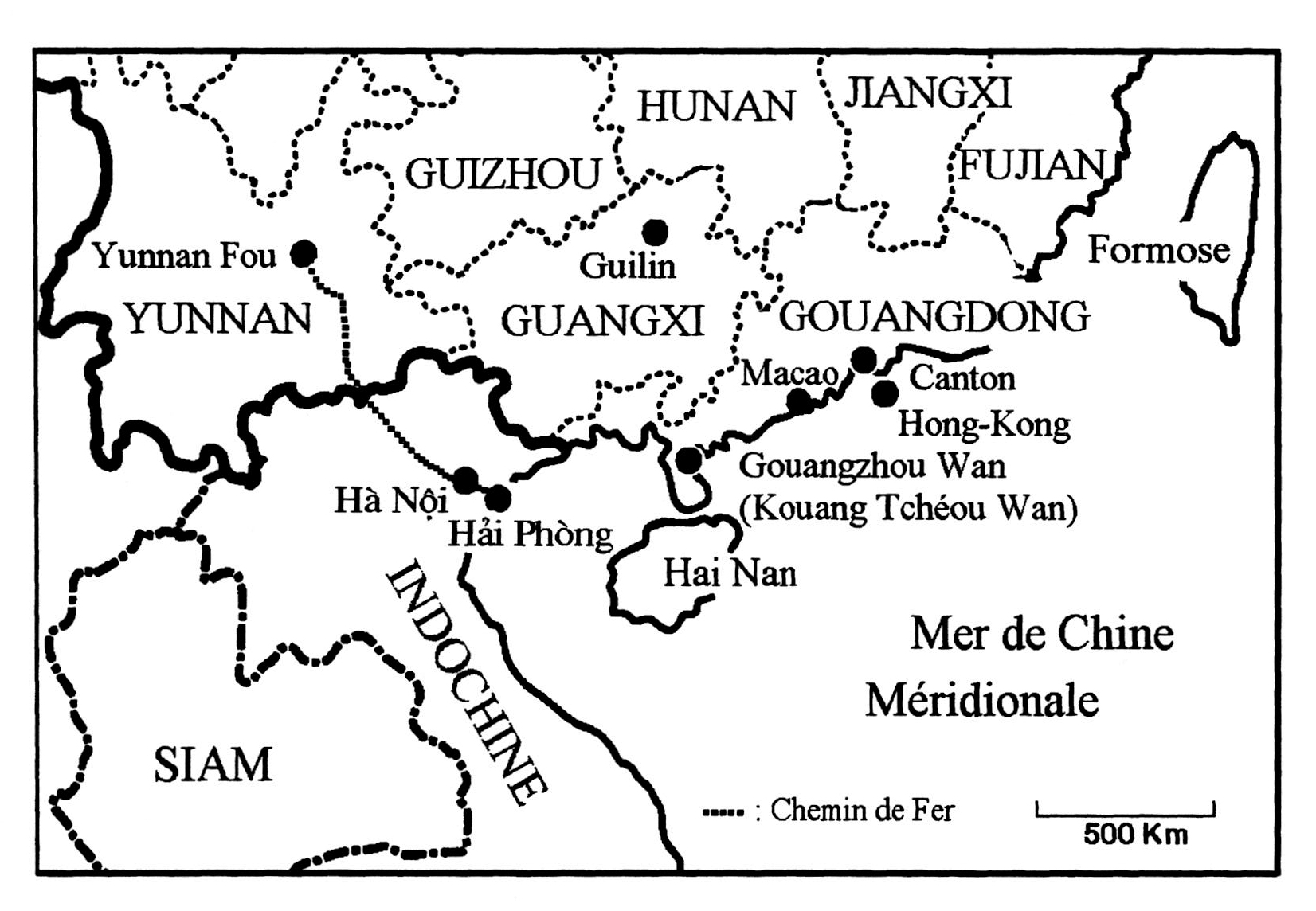
Carte de la région

- Une rue de Tourcoing, la rue Monseigneur Deswazières, lui est dédiée